# Haut-du-Them-Château-Lambert
Haut-du-Them Château-Lambert é uma comuna francesa na região administrativa de Borgonha-Franco-Condado, no departamento de Alto Sona. Estende-se por uma área de 25,16 km². Em 2010 a comuna tinha 445 habitantes (densidade: 17,7 hab./km²).